# 最上白川砂防堰堤
最上白川砂防堰堤（もがみしらかわさぼうえんてい）は、山形県最上郡最上町、一級河川・最上川水系最上白川に建設された堰堤（ダム）である。
最上白川の上流部に位置。最上町では最大の砂防堰堤である。2013年、景観重要建造物(第2号)に指定されている。
ダムのすぐ上流には白川渓谷があり、秋には紅葉客なども訪れる。また、付近にはオートキャンプ場や遊歩道が整備された最上白川渓流公園もあり、渓流釣りも可能である。駐車場もある。（10台収容）

## 歴史
- 1952年 (昭和27年) 8月18日 - 砂防指定地の指定を受ける。
- 1957年 (昭和32年) - 竣工。
- 1991年 (平成3年) - 補強・改築工事着工。
- 1997年 (平成9年） -  補強・改築工事が完了し竣工。
- 2013年 (平成25年) 3月19日 - 景観重要建造物(第2号)に指定。

## データ
- 流域面積：42.6km2
- 計画高水流量：845ｍ3/sec

## 周辺
- 山形県道325号東法田大堀線
  - ダムへのアクセス道となるが、冬季は通行不可となる。